# 745

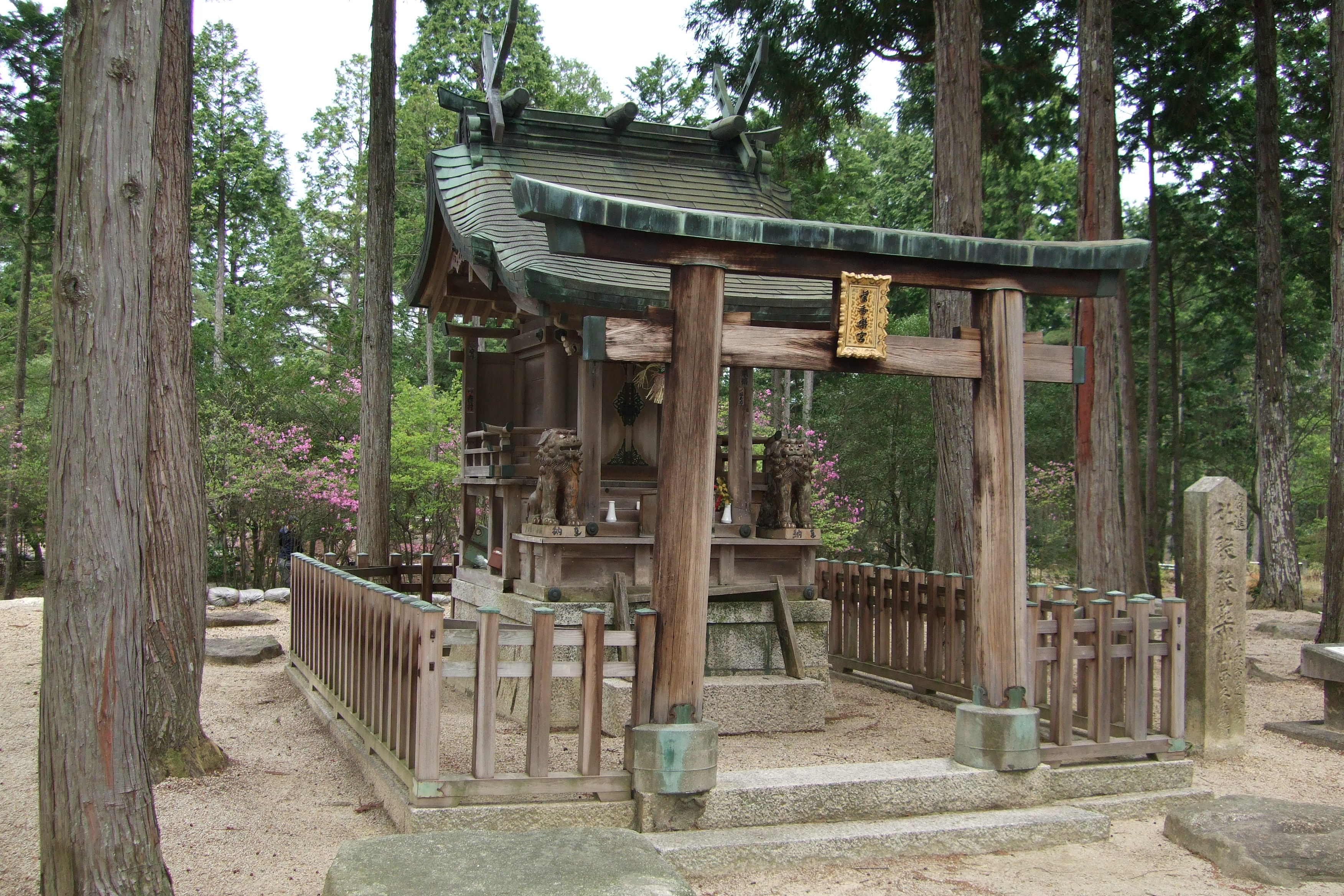
Ruïne van het paleis Shigaraki in Koka

Het jaar 745 is het 45e jaar in de 8e eeuw volgens de christelijke jaartelling.

## Gebeurtenissen

### Byzantijnse Rijk
- De builenpest breekt uit in Anatolië (huidige Turkije) en doodt 1/3 van de bevolking. De ziekte verspreidt zich over de Balkan en maakt veel slachtoffers onder de Slavische volkeren. (waarschijnlijke datum)

### Europa
- Karantanië (huidige Oostenrijk) houdt op te bestaan als afzonderlijk koninkrijk en wordt ingelijfd bij het Frankische Rijk. De bevolking wordt in de loop van de jaren gekerstend.

### Azië
- In Japan wordt het keizerlijk hof tijdelijk gevestigd in Koka voor het terugverplaatst wordt naar Heijo, op het eiland Honshu.

## Religie
- Vluchtelingen uit Perzië komen aan in Gujarat (huidige India). Het zijn Parsi's, aanhangers van de zoroastrische religie, die in het Arabische Rijk hun geloof niet langer vrijelijk kunnen beoefenen. (waarschijnlijke datum)
- Virgilius, Ierse missionaris, wordt door hertog Odilo van Beieren benoemd tot bisschop van Salzburg.

## Geboren
- Benedictus van Aniane, Frankisch abt (overleden 821)
- 6 november - Moesa al-Kazim, Arabisch imam (overleden 799)
- Vojen, hertog van Bohemen (overleden 820)

## Overleden
- Přemysl de Ploeger (51), stichter van de Přemysliden-dynastie